# Мартин (король Арагону)
Мартин I Людяний (*Martín I l'Humanista, 29 липня 1356 —20 січня 1410) — король Арагону, Валенсії, Майорки, Сардинії та Корсики, граф Барселони у 1396-1410 роках,  король Сицилії у 1409-1410 роках (як Мартин II). Інші прізвиська «Священнослужитель» і «Старший».

## Біографія

### Інфант
Походив з Барселонської династії. Син Педро IV, короля Арагону, Валенсії, Сардинії і Корсики, графа Барселони, та Леонори Сицилійської.
У 1373 році одружився з представницею аристократичного роду де Луна. Педро IV подарував синові королівство Сицилію, а той, у свою чергу, передав його синові. В 1380 році Мартина було призначено регентом Сицилії при малій королеві Марії, яку в 1390 році було видано в шлюб з Мартином Молодшим.
У 1387 році отримав від брата-короля Хуана I титул герцога Монблан. У 1390 році очолив війська Арагону під час війни з графством Арманьяк. Того ж року завдав поразки графу Жану III.
На той час влада монарха на острові перетворилася у фікцію. Всіма справами займалися чотири барони. Підтримувані папою римським Боніфацієм IX, вони уклали союз проти нового короля, але 1392 року на острів прибув Мартин на чолі великого війська, яке надав тому брат Хуан I. Переманивши на свій бік декількох місцевих баронів, він досить швидко зайняв всю Сицилію, і вже восени того ж року Мартин Молодший і Марія були повсюдно визнані королем і королевою.
Втім варто було Мартину Старшому залишити Сицилію, як там знову спалахнуло повстання. Короля Мартина Молодшого було вигнано з усіх міст, окрім Мессіни, Сіракуз і Катанії. Він звернувся за допомогою до одного зі своїх друзів, Бернардо де Кабрері. Той, взявши в борг 150 тисяч флоринів, найняв військо і в наприкінці 1393 року привів його на Сицилію. Повстання баронів було жорстоко придушене, але після цього Мартин Молодший не міг повністю розповсюдити владу на увесь острів. Тут він перебував до 1397 року.

### Король
У 1396 році після смерті брата Хуана I успадкував трон Арагону. Оскільки Мартин Старший ще перебував на Сицилії, то тимчасово кермо влади взяла його дружина. У Мартина I почалися проблеми в Арагоні. На трон почали претендувати зяті Хуана I, спочатку граф Матьє де Фуа, а потім Людовик II, король Неаполя. Втім Мартин I зумів відстояти трон.
Водночас король відразу спрямував допомогу синові. В свою чергу сицилійські барони остаточно занепали духом і припинили опір. Наприкінці року арагонський король залишив Сицилію, утворивши при синові регентську раду.
У 1398 і 1399 роках здійснив два походи проти маврів до Північної Африки, спробувавши захопити міста Теделіс і Бона. У 1398 році надав військову допомогу антипапі Бенедикту XIII. Останній деякий час перебував в Валенсії. У 1403 році підписав мирну угоду з піратами Алжиру. У 1406 році втратив першу дружину.
У 1409 він зробив чергову спробу відновити контроль над Сардинією, спрямувавши туди сина. Останній у битві при Сан-Луїджі розгромив незалежне князівство Арборея, союзника Генуї. Незабаром після цього Мартин Молодший помер від хвороб, Мартин I все-таки приєднав Сардинію і Сицилію (спадок сина) безпосередньо до Арагону. Того ж року одружився зі своєю кузиною.
Оскільки інших спадкоємців король не мав, в Арагоні почалися заворушення. Мартин I спробував врегулювати питання щодо спадщини, але намір передати трон Федеріго, побічному сину Мартина Молодшого, не знайшла підтримки у знаті. Почали створюватися конфедерації і унії, з'явилося кілька претендентів на трон.
Мартин I помер у 1410 році, призначивши родича Хайме де Урхеля генерал-губернатором земель, підвладних Арагонській короні. Після його смерті почалося дворічне міжцарів'я, що закінчилося підписанням Угоди в Каспе, за яким королем Арагона став Фердинанд з кастильської династії Трастамара.

## Сім'я
1. Дружина — Марія Лопес де Луна
Діти:
- Мартин (1374/1376—1409), король Сицилії у 1380—1409 роках
- Хайме (1378)
- Хуан (1380)
- Маргарет (1384/1388)

2. Дружина — Маргарита де Прадес
Дітей не було